# Saro (Georgia)
Saro (en georgiano: სარო) es un pueblo de Georgia ubicado en el centro de la región de Mesjetia-Yavajetia, siendo parte del municipio de Aspindza. 

## Geografía
Saro se encuentra en el margen derecho del río Kurá, a 17 km de Aspindza.  

## Historia
El material arqueológico encontrado en las cercanías del pueblo de Saro muestra claramente el hecho de que el pueblo y sus alrededores deben haber estado involucrados activamente en las relaciones económico-culturales que tuvieron lugar en Mesjetia-Yavajetia ya en la era antes de Cristo. Desde mediados del segundo milenio en adelante, incluidos los periodos helenístico y feudal.  
En 1991, en el territorio de la prisión del subdistrito, se llevaron a cabo trabajos arqueológicos bajo el liderazgo de Gambashidze. El material cerámico encontrado en el territorio de la fortaleza es principalmente del final de la Edad del Bronce, pero también los hay anteriores y feudales. Al oeste de la iglesia hay ruinas de dos castillos, conocidos como el castillo de Zemo. Se puede decir que la segunda fortaleza de Sakdri es una continuación escalonada de la primera. En la década de 1960 se encontró una piedra con escritura asomatruli se evidencia por la piedra de la pared con las inscripciones asomtavruli del siglo XII, cerca del camino que lleva del pueblo a Niygori. La piedra inscrita fue trasladada al Museo Nacional de Georgia.

## Demografía
La evolución demográfica de Saro entre 2002 y 2014 fue la siguiente:
| 237                                             | 162 |
| (Fuente: Population of Georgia in Soviet times) |     |

Según el censo de 2014, el 99,3% de la población son georgianos.

## Infraestructura

### Arquitectura, monumentos y lugares de interés
Algunos investigadores consideran las fortalezas de Saro como una sola fortaleza pero el consenso es que, por su disposición y construcción, cada una de estas fortalezas puede considerarse un conjunto independiente.